# Валдензи
Валдензи или Лионски сиромаси су припадници покрета који се борио против утврђивања католичке цркве.

## Историја
Покрет је 1176. основао лионски трговац Пјер де Во (Pierre Vaudès или de Vaux 1140-1218). Одбацивали су папу, поштовање крста и икона. Проповиједали враћање цркве сиромаштву и оштро се супротстављали крсташким ратовима. Слични су им били Катари из јужне Француске. Валдензи су налазили присталице у сиромашним слојевима становништва, претежно грађанима и сељацима који су били притиснуи феудалним угњетавањем. Из француске ширили су се у Швајцарску, Њемачку, Чешку и Италију. За вријеме папе Лиција III 1184, синод у Верони их је прогласио јеретицима. 1211. у Стразбуру је, као јеретике, спаљено више од 80 „Лионских сиромаха“. Због вишевјековног прогона католичке цркве секта је била скоро уништена.
После много година прогона и истрјебљивања 1848. су стекли правну слободу на територији садашње Италије (Пијемонт) и Француске (Савоја).
1856 Први Валдензи су из Италије стигли у Јужну Америку.

## Валдензи данас
У италији су 1975 Валденжанска црква и италијанска Методистичка црква формирале савез „Валденжанске и Методистичке цркве“. Броје око 50.000 чланова(45.000 Валденза од тога: 30.000 у Италији, а 15.000 у Аргентини и Уругвају) и 5.000 Методиста. У САД постоји пар црквених општина, које су независне у односу на „Валденжанску и Методистичку цркву“ у Италији. У Њемачкој су претежно асимилирани од стране лутеранаца.